# Минев, Павел
Минев Павел Иванов (род. 1972; Плевен) — болгарский скрипач.

## Биография
Павел Минев родился в 1972 году в городе Плевен, Болгария.
Отец — флейтист Минев Иван Иванов.
Обучался игре на скрипке у своей матери — Йовы Йордановой — многолетним педагогом Ц. М.Ш и Московской консерватории, награжденной Государственными и профессиональными отличиями Болгарии и России.
Первое выступление — с Софийским камерным оркестром- в 6 лет (исполнял концерт Вивальди). Минев Павел окончил с отличием МГК. и аспирантуру в классе проф. Н. А. Р. Ф. И. Бочковой.
«Завтрашний Паганини — болгарин», — отмечает журнал Grazia, Италия, когда шестилетний скрипач дебютирует в зале «Болгария» спустя лишь один год обучения. Был единственным участником из стран Восточной Европы на юбилейной конференции Европейской ассоциации преподавателей струнных инструментов (ESTA) в г. Грац.. О Павле Миневе сняты 4 документальных фильма.
В 1988 году Международный фонд «Св. Кирилл и Мефодий» выделяет ему стипендию, благодаря которой он продолжает свое образование в России.

## Награды и звания
- 1 Премия Национального конкурса Святослав Обретенов 1980
- 1 Премия Международного конкурса Ян Коциан Чехия 1982
- Золотая медаль Международного фестиваля им. Венявского 1985 Польша
- 1 место Международного конкурса Citta di Stresa Италия 1987
- 1 Премия Международного конкурса Modern Art and Education Москва 2007

## Творчество и общественная деятельность
Публика четырёх континентов стоя аплодировала его концертам с Санкт- Петербургской филармонии, Государственным Академическим симфоническим оркестром России имени Светланова, Государственным Академическим камерным оркестром России, Оркестром Телевидения и Радио России , Берлинской филармонии в Карнеги Холле,Большом зале Санкт-Петербургской филармонии, Columbia Artists Managements Hall, Светлановском зале Международного дома музыки в Москве.

## Дискография
- ВГТРК Культура 2002 Франк -Соната,Паганини-Венецианский карнавал, Гершвин-Хейфец-Фрагменты из оп. «Порги и Бесс». Спивак
- BV(USA) 2003 Изаи -Сонаты
- Министерство культуры Р.Болгария 2005 Брамс-3 Соната,Владигеров-Вардар,Равель-Цыганка. Малкус,Спивак
- Арт-панорама 2012 Паганин -Пальпити,Чайковский-Пьесы,Венявский-Полонез. Малкус,Спивак
- Звук 2015 Прокофьев-2 Соната ,Сарасате-Кармен, Шостакович-пьесы. Мечетина,Башмет,Малкус,Чефанов.
- Арт-панорама 2016 Мендельсон -Концерт,Чайковский- пьесы. Мечетина, Башмет, Малкус,Чефанов.
- Звук 2016 Муравлев -Эпитафия, 3 трио,Малкус,Башмет,Загоринский,Спиридонов
- Звук-Шостакович 1 концерт, Липинский — каприсы,Венявский- Легенда. Левандовский, Башмет, Малкус.
- Московская консерватория-2017"Из коллекции Московской консерватории"Шостакович Соната. Малкус